# دوار الشمس طويل الأوراق
دوار الشمس طويل الأوراق نوع نباتي يتبع جنس دوار الشمس من الفصيلة النجمية.

## البيئة والانتشار
ينتشر في جنوب شرق الولايات المتحدة.